# Nick Drake (album)
Nick Drake è una compilation su  LP pubblicata solo in America di Nick Drake. Fu pubblicato nell'agosto del 1971 come SMAS-9307, poco dopo che Island Records aveva iniziato a vendere i propri dischi negli Stati Uniti. All'epoca, furono distribuiti da Capitol records.
L'album include tre brani estratti all'album Five Leaves Left e cinque brani di Bryter Layter, era confezionato in una copertina pieghevole che conteneva foto di Keith Morris.
La Universal Island Records ha pubblicato una riproduzione in edizione limitata dell'LP il 20 aprile 2013, come parte del Record Store Day 2013.

## Elenco delle tracce

### Lato uno
1. "Cello Song" – 4:48
2. "Poor Boy" – 6:09
3. "At the Chime of a City Clock" – 4:45
4. "Northern Sky" – 3:45

### Lato due
1. "River Man" – 4:22
2. "Three Hours" – 6:15
3. "One of These Things First" – 4:51
4. "Fly" – 3:00

## Recensione
L'edizione del 7 agosto 1971 della rivista Billboard Magazine ha dato all'album la seguente recensione: "Dal brano di apertura, The Cello Song, Nick Drake ha stabilito il suo passato, presente e futuro, fondendo con il gusto più raffinato gli elementi del jazz, della musica classica e pop con una voce morbida che sussurra il suo messaggio e calma le orecchie dell'ascoltatore. Poor boy è un arrangiamento a base jazz che si fonda su improvvisazioni per pianoforte e sassofono e un coro soul. Three Hours è ritmico e  in parte premonitore".

## Musicisti
- Nick Drake - voce, chitarra, pianoforte
- Rocky Dzidzornu - percussioni
- Mike Kowalski - batteria
- Clare Lowther - violoncello
- Dave Pegg - basso
- Danny Thompson - basso
- Ed Carter - basso
- Chris McGregor - pianoforte
- John Cale - pianoforte, celeste, organo, clavicembalo, viola
- Paul Harris - pianoforte
- Ray Warleigh - sax alto
- PP Arnold e Doris Troy - cori
- Robert Kirby - arrangiamenti per archi
- Harry Robinson - arrangiamenti per archi

Note sulla produzione:
- Joe Boyd – produttore
- John Wood – ingegnere del suono